# Sille Vaiksaar
Sille Vaiksaar (ur. 29 lipca 1983 w Tartu) – estońska wioślarka.

## Osiągnięcia
- Mistrzostwa Świata Juniorów – Duisburg 2001 – jedynka – 15. miejsce[1].
- Mistrzostwa Świata U-23 – Amsterdam 2005 – jedynka – 14. miejsce[1].
- Mistrzostwa Europy – Brześć 2009 – dwójka podwójna – 6. miejsce[1].